# Лоутер, Хью, 8-й граф Лонсдейл
Хью Клейтон Лоутер, 8-й граф Лонсдейл (англ. Hugh Clayton Lowther, 8th Earl of Lonsdale; 27 мая 1949 — 22 июня 2021) — британский дворянин и землевладелец. Он носил титул учтивости — виконт Лоутер с 1953 по 2006 год.

## Биография
Родился 27 мая 1949 года. Единственный сын Джеймса Лоутера, 7-го графа Лонсдейла (1922—2006), и его первой жены Туппины Сесили Беннет (? — 1984). Он получил образование в подготовительной школе Чима.
После смерти Ланселота Лоутера, 6-го графа Лонсдейла в 1953 году Джеймс Лоутер, отец Хью, унаследовал графство, а Хью Лоутер стал виконтом Лоутером. Он унаследовал 5000 акров (20 км²) земли в Озёрном крае, включая 868-метровую гору Бленкатра. Земельное поместье приносило небольшой доход, и Лоутер начал карьеру водителя грузовика. Он унаследовал графский титул после смерти своего отца в 2006 году.
Он поссорился со своим отцом и его семьей в 2000-х годах из-за семейного имущества и снова после смерти отца, вопрос, который не был решен до 2009 года . В мае 2014 года, чтобы заплатить налог на наследство. Согласно законопроекту, он выставил на продажу Бленкатру, гору в Озёрном крае и титул «Лорд поместья Трелкельд». В конце концов, Лоутер нашел другие способы оплатить счет и снял гору с продажи.
Лорд Лонсдейл скончался 22 июня 2021 года в возрасте 72 лет. Поскольку у него не было сыновей, способных унаследовать его титулы, графский титул перешёл к его сводному младшему брату, достопочтенному Уильяму Джеймсу Лоутеру (род. 9 июля 1957), сын 7-го графа Лонсдейла от его второй жены.

## Браки
2 октября 1971 года он женился первым браком на Памеле Коллин Миддлтон, дочери Джона Миддлтона, брак с которой закончился разводом.
В 1986 году он женился вторым браком на Анджеле Мэри Уайатт, дочери капитана Питера Уайатта.
В 1999 году в третий раз лорд Лонсдейл женился на Элизабет Ни Арнисон, дочери Стэнли Фрейзера Арнистона.
От своей первой жены Памелы Миддлтон, с которой он развелся после 12 лет брака примерно в 1983/1984 году, у него был приемный сын Оливер, рождённый в 1980 году путем искусственного оплодотворения, который, таким образом, не является правопреемником титулов своего отца.